# Маровский (Рязанская область)
Маровский — опустевший посёлок в Путятинском районе Рязанской области. Входит в Песочинское сельское поселение.

## География
Находится в северо-восточной части Рязанской области, у ручья Проточный, на расстоянии приблизительно 20 км на запад по прямой от районного центра села Путятино.

## История
Поселок был отмечен на карте 1971 года как поселение с населением приблизительно 10 человек.

## Население
| 2010 |
| ---- |
| 0    |

Численность населения не была учтена как в 2002 году, так и в 2010.